# Charles Metcalfe
Charles Theophilus Metcalfe, oficjalny tytuł 1st Baron Metcalfe (ur. 1785 w Kalkucie, zm. 1846 w Oakley) – brytyjski administrator, m.in. gubernator generalny Brytyjskiej Kanady.
Metcalfe jako młody człowiek wstąpił do brytyjskiej służby kolonialnej i w krótkim czasie zrobił znaczną karierę administracyjną. W 1835 został tymczasowym administratorem Indii. W latach 1839–1842 był gubernatorem Jamajki. W 1843 został mianowany gubernatorem generalnym Prowincji Kanady. Mimo wcześniejszych doświadczeń, nie był przygotowany do kierowania tzw. białą kolonią. W początkach jego misji działał bardzo dynamiczny, reformatorski rząd Baldwina-La Fontaine’a. Wobec trudności sprawianych przez nowego gubernatora, rząd podał się do dymisji. Metcalfe powołał nowy, konserwatywny rząd. Następujące po tym wybory do Zgromadzenie Legislacyjnego, zapewniły konserwatystom odpowiednie poparcie parlamentarne.
Wskutek pogarszającego się stanu zdrowia Metcalfe złożył rezygnację w 1846. Zmarł rok później.